# Gem Lake Trail
Le Gem Lake Trail est un sentier de randonnée américain dans le comté de Larimer, au Colorado. Il est situé au sein du parc national de Rocky Mountain, où il dessert le lac Gem. Il est lui-même inscrit au Registre national des lieux historiques depuis le 29 janvier 2008.